# .re
.re là tên miền quốc gia cấp cao nhất (ccTLD) của Réunion. Cùng với .fr và .tf, nó được quản lý bởi AFNIC.
AFNIC không cho phép đăng ký tên miền .re với những tổ chức và cá nhân bên ngoài Đảo Reunion.
Ngoài việc đăng ký tên cấp 2, tên cấp 3 cũng được đăng ký dưới các tên sau:
- .asso.re: hiệp hội
- .nom.re: tên
- .com.re: thương mại (không giới hạn)